# Dracht (licht)
Dracht is de afstand waarop een licht zichtbaar is. Deze afstand is afhankelijk van de meteorologische omstandigheden, de sterkte en hoogte van het licht en de ooghoogte van de waarnemer. Dit begrip wordt onder meer gebruikt bij vuurtorens en betonning.
Hierbij wordt onderscheid gemaakt tussen:
- geografische dracht (geographical range); de maximale theoretische afstand waarop het licht een waarnemer kan bereiken;
- optische dracht (luminous range); de maximale afstand waarop een licht op een bepaald moment gezien kan worden;
- nominale dracht (nominal range); de optische dracht bij een meteorologisch zicht van 10 zeemijl.

Het bepalen van de geografische dracht is slechts zinvol als deze kleiner is dan de optische dracht. In zeekaarten wordt van lichten onder meer de dracht gegeven. Dit is bij voorkeur de nominale dracht, maar een aantal landen gebruikt de optische dracht. Tot 1972 werd de geografische dracht gegeven, tenzij de optische dracht kleiner was. Het nieuwe beleid is nog niet doorgevoerd in alle kaarten. Meer details zijn te vinden in de lichtenlijst. De werkelijke geografische dracht op zee kan groter zijn dan die daarin gevonden wordt als er een groot verval is, aangezien de werkelijke hoogte van het licht boven zeeniveau dan groter kan zijn.

## Geografische dracht

De ware kimduiking, veroorzaakt door de hoogte van de waarnemer, en de schijnbare kimduiking, gemiddeld 5% verder weg door refractie en 8% hoger.

De geografische dracht is afhankelijk van:
- de aardkromming;
- de atmosferische refractie;
- de hoogte van het licht;
- de ooghoogte van de waarnemer.

De aardkromming heeft een kimduiking tot gevolg; schijnbaar daalt de horizon naarmate de waarnemer hoger komt. Bij de ware kimduiking worden de effecten van de atmosfeer niet meegerekend, bij de schijnbare kimduiking wel. De atmosfeer veroorzaakt namelijk refractie, aardse refractie of straalbuiging genaamd. Gemiddeld lijkt de horizon hierdoor 8% hoger. Deze gemiddelde waarde is niet constant, maar afhankelijk van de toestandskromme. De keuze hangt hierbij af van de klimatologische kenmerken in een bepaald gebied. Zo rekent de British Standards Institution:
{\displaystyle d_{s}=3,87\cdot ({\sqrt {H}}+{\sqrt {h}})}
Voor de UKHO geldt:
{\displaystyle d_{s}=3,76\cdot ({\sqrt {H}}+{\sqrt {h}})}
De Dienst der Hydrografie rekent met:
{\displaystyle d_{s}=3,74\cdot ({\sqrt {H}}+{\sqrt {h}})}
waarbij de afstand d in kilometers wordt uitgedrukt, en de hoogte H van het licht en de hoogte h van de waarnemer in meters worden uitgedrukt.
De elektromagnetische straling van een radar ondervindt een andere kromming dan die van gewoon licht en de geografische dracht is dan ook groter:
{\displaystyle d_{s}=4,07\cdot ({\sqrt {H}}+{\sqrt {h}})}
Als het werkelijke verloop van de toestandskromme sterk afwijkt van het gemiddelde, dan treden aanzienlijke verschillen op tussen de waardes uit formules en de werkelijke afstanden. Als er een groot temperatuurverschil is tussen het water of land en de onderste luchtlaag, zal de dichtheid met de hoogte niet op de normale manier veranderen. Bij rustig, heiig weer wordt de onderste luchtlaag afgekoeld en verandert de dichtheid daar sneller. Hierdoor treedt superrefractie op, waardoor kimverheffing op kan treden — dus boven de ware horizon — en zelfs luchtspiegelingen. De geografische dracht is dan veel groter dan normaal. Andersom kan bij buiig of helder weer de onderste luchtlaag opgewarmd worden en de dichtheid langzamer veranderen. De optredende subrefractie kan zo sterk zijn dat de schijnbare kim lager ligt dan de ware kim. De geografische dracht is dan kleiner dan normaal.
Midden op zee zijn de temperatuurverschillen over het algemeen beperkt en zijn de afwijkingen beperkt tot maximaal 2 boogminuten. Een grotere afwijking kan wel optreden na de passage van de buienlijn. Ook in binnenzeeën en bij de kust is het effect sterker door de kortere weg die de lucht over water heeft afgelegd. Gebieden die hierom bekendstaan zijn de Oostzee, de Rode Zee, de Perzische Golf, de westkust van Afrika, de grenzen van de Golfstroom en de poolstreken. De grootte van de afwijking is aan boord van een schip vrijwel niet vast te stellen.

## Optische dracht
De optische dracht wordt bepaald door:
- de lichtsterkte;
- het zicht.

Hierbij wordt dus geen rekening gehouden met de kromming van de aarde en de hoogte van waarnemer en licht, maar slechts tot hoever het licht in een rechte lijn reikt. De optische dracht kan dus groter zijn dan de geografische dracht.
De stralingsintensiteit neemt af naarmate deze verder van de oorsprong van het licht verwijderd raakt. De verzwakking van de straling tijdens het passeren van de dampkring wordt extinctie of uitdoving genoemd. Dit bestaat uit reflectie, verstrooiing en absorptie.